# سكوت ستيوارت (لاعب كرة قاعدة)
سكوت ستيوارت (بالإنجليزية: Scott Stewart)‏ هو لاعب كرة قاعدة أمريكي، ولد في 14 أغسطس 1975 في Stoughton, Massachusetts ‏ في الولايات المتحدة.

## وصلات خارجية
- سكوت ستيوارت على موقعبيزبول رفرنس.كوم (الدوري الرئيسي) (الإنجليزية)
- سكوت ستيوارت على موقعبيزبول رفرنس.كوم (الدوري الثانوي) (الإنجليزية)